# Henri Julien
Henri Julien, född 18 september 1927 i Gonfaron, död 13 juli 2013 i Hyères, är en fransk racerförare. Han är mest känd som grundare av formel 1-stallet Automobiles Gonfaronnaises Sportives.